# Dekanat Lubliniec
Dekanat Lubliniec − jeden z 16 dekanatów katolickich diecezji gliwickiej, obejmuje całe miasto Lubliniec. Powstał (jako archiprezbiterat) 20 lutego 1716 roku, w ramach archidiakonatu opolskiego diecezji wrocławskiej. Dziekanem jest ks. Konrad Mrozek. 
W skład tego dekanatu wchodzą następujące parafie:
- Lubliniec – Parafia św. Mikołaja w Lublińcu – prob. ks. Konrad Mrozek
- Lubliniec – Parafia Podwyższenia Krzyża Świętego w Lublińcu – prob. ks. Bronisław Jakubiszyn
- Lubliniec Steblów – Parafia św. Teresy Benedykty od Krzyża (Edyty Stein) w Lublińcu – prob. ks. Rafał Grunert
- Lubliniec – Parafia św. Stanisława Kostki w Lublińcu – prob. o. Tomasz Woźny OMI[2]
- Lubliniec Kokotek – Parafia Najświętszej Maryi Panny Królowej w Lublińcu – prob. o. Maciej Drzewiczak OMI[3]
- Lubliniec – wojskowa  – Parafia wojskowa bł. Piotra Jerzego Frassati – prob. ks. mjr  Przemysław Tur
- Jawornica – Parafia św. Stanisława – prob. ks. Janusz Lasek
- Lisowice – Parafia św. Jana Nepomucena – prob. ks. Rafał Wyleżoł
- Lubecko – Parafia Wniebowzięcia Najświętszej Maryi Panny – sanktuarium Matki Bożej Lubeckiej – prob. ks. kustosz Tomasz Hajok
- Pawonków – Parafia św. Katarzyny Dziewicy i męczennicy – prob. ks. Wojciech Cisek, poprzedni proboszcz  ks. Waldemar Caus, zawieszony za czynności seksualne względem nieletnich[4][5]
- Łagiewniki Wielkie – Parafia św. Jana Chrzciciela – prob. ks. Grzegorz Sokalski